# عزلة الاصابح (تعز)
عزلة الاصابح هي إحدى عزل مديرية الشمايتين في محافظة تعز اليمنية ويبلغ تعداد سكانها 6855 نسمة حسب التعداد السكاني في اليمن لعام 2004.